# María Luisa Calle
María Luisa Cale Williams é uma ex-ciclista colombiana. Nasceu em Medellín a 3 de outubro de 1968.

## Trajectória desportiva
Seus começos no ciclismo fazer no ciclomontanhismo de onde passou a disputar provas de rota e de pista.
Suas primeiras equipas foram une-a  Antioquia e o Clube CicloMoncada. Em seus inícios na rota foram muitos os obstáculos que enfrentou ao ser mulher, pelo que decidiu passar à pista em onde se especializou nos três mil metros perseguição individual e na prova por pontos.
Participou em diferentes eventos nacionais e internacionais, entre os que se encontram os Jogos Olímpicos, Campeonatos do Mundo de Ciclismo em Pista, Jogos Centro-americanos e Jogos Bolivarianos, entre outros.
Em 2004 quando, depois de ser declarada culpado por um suposto positivo na prova antidopagem com heptaminol na prova por pontos dos Jogos Olímpicos de Atenas, foi-lhe retirada a medalha de bronze que tinha conseguido.
A defesa de Rua demonstrou sua inocência em 2005, já que previamente à competição tinha consumido neosaldina para tratar uma dor de cabeça, o qual afectou os resultados da prova antidopagem. O Tribunal de Arbitramento do Desporto (TAS) ordenou a 19 de outubro ao Comité Olímpico Colombiano regressar-lhe a medalha de bronze. a 13 de novembro, o então presidente Álvaro Uribe Vélez impôs-lha novamente.
Em 2006, ganhou a medalha de ouro na prova de Scratch nos mundiais de pista.
Foi a abanderada da Colômbia nos Jogos Olímpicos de Verão de 2008.
No 2013 fez presença no programa de televisão Colombiano, O Desafio África, produção dirigida pelo Canal Caracol, em onde fazia parte do grupo das celebridades.
Em 2016 recebeu uma sanção por 4 anos devido a um novo episódio de dopaje, desta vez aceitado pela ciclista. Durante os Jogos Pan-Americanos de Toronto 2015 deu positivo pelo uso de GHRP-2, uma substância que liberta a hormona de crescimento. Devido a esta sanção, a ciclista retirou-se das concorrências aos 47 anos de idade.

## Palmarés
- Jogos Olímpicos
  - , Medalha de bronze: prova por pontos nos Jogos Olímpicos de Verão de 2004

- Campeonato Mundial de Ciclismo em Pista
  - , Medalha de ouro: prova do scratch no Campeonato Mundial de Ciclismo em Pista de 2006 em Bordéus (França) 2006
  - , Medalha de prata: perseguição individual Copa Mundo de Los Angeles (EUA) 2006
  - , Medalha de prata: na Copa Mundo de pista de Los Angeles (EUA) 2007
  - , Medalha de prata: na Copa Mundo de pista de Los Angeles (EUA) 2008
  - , Medalha de prata: na Copa Mundo de pista de Aguascalientes (México) 2013.[5]

- Jogos Pan-Americanos
  - , Medalha de ouro: Perseguição individual 2003
  - , Medalha de ouro: Perseguição Individual 3.000 metros e marca panamericana 2007
  - , Medalha de ouro: Contrarrelógio Individual 2011
  - , Medalha de bronze: Perseguição Por Equipas 4.000 metros 2011

- Jogos Centro-Americanos e das Caraíbas
  - , Medalha de ouro:  Perseguição individual 1998
  - , Medalha de ouro:  Perseguição individual 2002
  - , Medalha de ouro:  Perseguição individual 2006

- Jogos Bolivarianos
  - , Medalha de ouro:  Perseguição individual 2001
  - , Medalha de ouro:  Perseguição individual 2005
  - , Medalha de ouro:  Contrarrelógio 2005
  - , Medalha de ouro:  Contrarrelógio 2013
  - , Medalha de prata:  Estrada 2013
  - , Medalha de prata:  Perseguição individual 2013
  - , Medalha de prata:  Perseguição por equipas 2013

- Jogos Sul-Americanos[6]
  - , Medalha de ouro:  Perseguição individual 2006
  - , Medalha de ouro:  Contrarrelógio Individual 2006
  - , Medalha de ouro: Contrarrelógio Individual 2010
  - , Medalha de ouro:  Perseguição Individual 2010
  - , Medalha de ouro:  Perseguição Equipas 2010
  - , Medalha de bronze: Estrada Mulheres 2010

- Campeonato Pan-Americano de Ciclismo em Estrada:
  - , Medalha de ouro: Contrarrelógio individual 2001

- Campeonato Pan-Americano de Ciclismo em Pista:
  - , Medalha de ouro: Perseguição individual 2005
  - , Medalha de ouro: Perseguição individual 2007
  - , Medalha de prata: Perseguição individual 2010
  - , Medalha de bronze: Perseguição por equipas 2010
  - , Medalha de bronze: Omnium 2010

- Campeonato da Colômbia de Ciclismo Contrarrelógio:
  - , Medalha de ouro: Contrarrelógio individual 1999
  - , Medalha de prata: Contrarrelógio individual 2001
  - , Medalha de ouro: Contrarrelógio individual 2002
  - , Medalha de ouro: Contrarrelógio individual 2005
  - , Medalha de ouro: Contrarrelógio individual 2007
  - , Medalha de bronze: Contrarrelógio individual 2008
  - , Medalha de ouro: Contrarrelógio individual 2011
  - , Medalha de ouro: Contrarrelógio individual 2012
  - , Medalha de prata: Contrarrelógio individual 2014

- Campeonato da Colômbia de Ciclismo em Estrada:
  - , Medalha de prata: Contrarrelógio individual 2007

## Filmografía
- Desafio 2013: África, a origem - Participante do grupo de Celebridades